# Рейд на Казатин
Рейд на Казатин (польск. Zagon na Koziatyn) — рейд польской кавалерии 25 — 27 апреля 1920 года в ходе Киевской операции польской армии во время советско-польской войны. В результате примерно в 160-километрового рейда за линией фронта польская 1-я кавалерийская дивизия смогла захватить Казатин — крупный железнодорожный узел и базу снабжения РККА.
В плане польского командования важная роль уделялась коннице. 1-я кавалерийская дивизия (иначе сводная генерала Ромера), сосредоточившись в районе Рогачев — Смолдырев, должна была захватить важный железнодорожный узел Казатин в тылу общего расположения 12-й армии, пользуясь выгодными свойствами местности, облегчавшими скрытность производства набега и слабостью и растянутостью советской 17-й кавалерийской дивизии, расположенной на лесисто-болотистом и закрытом участке местности на Новград-Волынском направлении между местечками Емельчин и Барановка. Рейд этой кавалерии должен был открыть собою наступление главных сил 3-й польской армии. 
На рассвете 25 апреля, польские армии перешли в решительное наступление на всем фронте от реки Припять до реки Днестра. Сводная кавалерийская дивизия генерала Ромера, двигаясь на станцию Казатин, в течение дня 25 апреля имела лишь небольшую стычку с дивизионом 17-й кавалерийской дивизии и к исходу дня расположилась на ночлег в селе Верхняя Рудня. Прохождение кавалерийской дивизии поляков осталось незамеченным командованием 17-й кавалерийской дивизии.
26 апреля сводная кавалерийская дивизия генерала Ромера пересекла у станции Рея железную дорогу Житомир — Бердичев, имея лишь небольшую перестрелку с бронепоездом, подходившим от Житомира к станции. К вечеру 26 апреля авангард кавалерии Ромера подошёл к станции Казатин.
В ночь с 26 на 27 апреля части дивизии Ромера атаковали станцию Казатин, где застали в эшелонах красноармейцев. На улицах местечка загорелся бой, закончившийся разгромом 44-ю стрелковой дивизии и бригады 58-й стрелковой дивизии. 
Захватив Казатин, польские войска заняли один из важнейших железнодорожных узлов в этом районе и склад снабжения всей армии. В дополнение к примерно 8000 солдат, взятых в плен, польская армия захватила 500 лошадей, 200 повозок, 120 паровозов (из них 25 % исправных), более 3000 железнодорожных вагонов, 30 единиц артиллерии, бронепоезд и 7 санитарных поездов. Кроме того, было взято 170 пулемётов, несколько десятков автомобилей и большое количество техники и материалов. Одним из самых странных трофеев был верблюд, захваченный 14-м уланским полком. Сначала солдаты хотели взять животное с собой в качестве талисмана, но в конце концов решили подарить его Варшавскому зоопарку.

## Результат
Рейд окончился полным успехом поляков. 1-й кавалерийской дивизии удалось пройти в тыл 12-й армии, разрушить её южное крыло и отрезать его от 14-й армии, что привело к расстройству советских 12-й и 14-й армий Юго-Западного фронта и позволило польским войскам вскоре захватить Киев. 
До прорывов танковых соединений во Время второй мировой войны рейд считался примером блицкрига.